# Boschtion
Boschtion is een voormalige lokale omroep in Nederland in de gemeente 's-Hertogenbosch. Naast radio en televisie had Boschtion ook een kabelkrant. Op donderdag 12 februari 2015 werd de stekker uit de omroep gehaald, nadat  eerder het hele bestuur was opgestapt.
Boschtion ontstond in 1996 toen de gemeenten Rosmalen en 's-Hertogenbosch werden samengevoegd. De ROS (Rosmalense Omroep Stichting) en de BLOS (Bossche Lokale Omroep Stichting) fuseerden tot Boschtion. Nadat de Boschtion in 2003 in staat van faillissement werd verklaard, nam Stichting Teleros (dat toen ook nog de geldschieter van ROS-Kabelkrant was) de inboedel en de zendvergunning over. 
Stichting Teleros had een vergunning tot 2015 en handelde onder de naam Boschtion Media. Voorzitter van Boschtion was sinds 2013 Coen Free. 

## LOESCH
Boschtion Media is in 2011 een samenwerkingsverband aangegaan met de lokale omroep van Esch, LOESCH. LOESCH was de officiële lokale omroep van Esch, maar was met de gemeentelijke herindeling in 1996 aangewezen op de nieuwe lokale omroep van Haaren HOStv voor het uitzenden van haar reportages uit Esch. Nadat deze jarenlange samenwerking per 1 januari 2011 is opgezegd, is LOESCH een omroep zonder tv-kanaal. Boschtion en LOESCH zijn een samenwerking aangegaan, waarbij Boschtion de door LOESCH aangeleverde programma’s op zondagavond vanaf 20.00 uur uitzendt. De uitzendingen worden herhaald tot 23.00 uur en daarna neemt de programmering van Boschtion TV het weer over.